# Провінція Тікуґо
33°12′47″ пн. ш. 130°33′14″ сх. д. / 33.21305556° пн. ш. 130.55388889° сх. д.
Провінція Тікуґо (яп. 筑後国 — тікуґо но куні, «країна Тікуґо») — історична провінція Японії у регіоні Кюсю на сході острова Кюсю. Відповідає південній частині сучасної префектури Фукуока.

## Короткі відомості
Віддавна Тікуґо була складовою держави Цукусі (筑紫国), яка у 7 столітті була поділена яматоськими монархами на дві адміністративні одиниці — Тікуґо (筑後, «заднє Цукусі») і Тікудзен (筑前, «переднє Цукусі»). Провінціальний уряд Тікуґо розміщувався на території сучасного міста Куруме.
У 16 столітті перебувала під владою роду Отомо. Однак, фактично, її землями керували володарі «15 замків Тікуґо», які постійно воювали один з одним. Це призвело до виснаження їхніх сил і завоювання самураями роду Рюдзодзі.
У період Едо (1603—1867) поділена на 3 володіння хан: Куруме-хан роду Аріма, Янаґава-хан та Міїке-хан роду Татібана.
У результаті адміністративної реформи 1871 року, провінція Тікуґо була інкорпорована до складу префектури Фукуока.

## Повіти
- Ікуха 生葉郡
- Каміцума 上妻郡
- Мідзума 三瀦郡(三潴郡)
- Міі 御井郡
- Мііке 三毛郡(三池郡)
- Міхара 御原郡
- Сімоцума 下妻郡
- Такено 竹野郡
- Ямамото 山本郡
- Ямато 山門郡